# Wolfgang Schneider (Fußballspieler)
Wolfgang Schneider (* 3. März 1940) ist ein deutscher ehemaliger Fußballspieler, der in den 1960er-Jahren für die Betriebssportgemeinschaft (BSG) Motor Zwickau in der DDR-Oberliga, der höchsten Liga im DDR-Fußball, spielte.

## Sportliche Laufbahn
Im Alter von 21 Jahren bestritt Wolfgang Schneider sein erstes Oberligaspiel. In der Begegnung der Saison 1961/62 Motor Zwickau – Chemie Halle (0:4) wurde er in der 71. Minute für den Stürmer Armin Schäfer eingewechselt. Erst am Saisonende wurde er in vier weiteren Oberligaspielen aufgeboten, nun aber stets über die volle Spieldauer, zweimal als Mittelfeld- und zweimal als Abwehrspieler. Für die Saison 1962/63 wurde Scheider zwar für die Oberliga gemeldet, kam dort aber nicht zum Einsatz. Stattdessen spielte er in der Oberligareserve, wo er vom 8. Spieltag an als Abwehrspieler mit 16 Einsätzen zum Spielerstamm gehörte. In der Spielzeit 1963/64 kehrte er wieder in den Kader der 1. Mannschaft zurück. Von den 26 Oberligaspielen absolvierte er 23 Partien, in denen er hauptsächlich auf der linken Abwehrseite eingesetzt wurde. Außerdem wirkte er im Achtelfinalspiel des Europapokals der Pokalsieger im Rückspiel gegen MTK Budapest (0:2) mit. Unter dem neuen Trainer Horst Oettler fiel Schneider 1964/65 wieder aus der Stammelf heraus. In unregelmäßigen Abständen bestritt er nur sechs Oberligaspiele, nur einmal auf seiner bisherigen Stammposition, dagegen für ihn ungewohnt in den übrigen Spielen als Stürmer. Allerdings erzielte er bei seinem dritten Einsatz sein einziges Oberligator. 
Zur Saison 1965/66 wechselte Wolfgang Schneider zum Oberligakonkurrenten Wismut Aue. Obwohl für die Oberligamannschaft nominiert, spielte Schneider dort nicht, vielmehr wurde er in der Reservemannschaft eingesetzt. Vom 8. Spieltag an war er als rechter Stürmer gesetzt. Nach dem 22. Spieltag wurde er nicht mehr berücksichtigt. Zur nächsten Spielzeit kehrte Schneider wieder zu Motor Zwickau zurück, um dort 1966/67 auch wieder nur in der Reservemannschaft zu spielen. Im Gegensatz zu Aue kam er in Zwickau vom 6. Spieltag an hauptsächlich als Verteidiger zum Einsatz, gelegentlich spielte er auch im Mittelfeld. Auch bei der BSG Motor gehörte er zum Spielstamm. 
Wegen einer fehlenden Perspektive im Oberligabereich nahm Schneider erneut einen Wechsel vor und schloss sich dem zweitklassigen DDR-Ligisten Motor WEMA Plauen an. Ohne Anpassungsschwierigkeiten hatte er 1967/68 sofort einen Stammplatz sicher. Er spielte bei 30 ausgetragenen Ligaspielen 15-mal, dabei hauptsächlich im Angriff und erzielte dabei fünf Tore. 1968/69 hatte er zahlreiche Ausfälle, zumeist in der Rückrunde zu verkraften und kam so nur auf 15 Ligaeinsätze und zu zwei Toren. 1969/70 spielte Wolfgang Schneider seine letzte Saison im höherklassigen Fußballbereich. In der Hinrunde bestritt er nur ein Punktspiel über 90 Minuten, zweimal kam er noch als Einwechselspieler zum Einsatz. Nach der Hinrunde schied Wolfgang Schneider bei der BSG Motor WEMA aus. 